# Oena capensis
La tortora del Namaqua, tortora maschera di ferro, tortora del capo o tortora mascherata (Oena capensis Linnaeus, 1766) è un uccello della famiglia dei Columbidi. È l'unica specie del genere Oena Swainson, 1837.

## Descrizione
La tortora del Namaqua è lunga 28 cm e pesa 28-54 g. Di piccole dimensioni è leggermente più grande di una tortora diamantina ed ha una coda molto lunga ed appuntita con le timoniere esterne molto più corte rispetto a quelle centrali. Il dimorfismo sessuale in questa specie è molto evidente, il maschio ha infatti la parte anteriore del capo, il petto e la parte anteriore del corpo nero bordato di grigio bianco, il resto del corpo è grigio bluastro uniforme con le parti inferiori bianche. Le ali hanno due macchie iridescenti nero bluastro tendente al verde. Le remiganti primarie sono castane, le due penne centrali della coda sono nere nella parte terminale. L'iride è marrone scuro, la pelle orbitale grigia, il becco rosso violaceo con la punta giallo arancio e le zampe sono rosso scuro. Nella femmina manca la maschera nera che è sostituita dal grigio della stessa tonalità del resto del corpo. Una linea nera congiunge gli occhi al becco anch'esso nero. I giovani assumono la colorazione da adulti a tre mesi di età.

## Biologia
Si nutre di semi di piccole dimensioni, per lo più monocotiledoni, che ricerca camminando velocemente sul terreno nudo, spesso ai lati delle strade, dove la vegetazione è più rada. La sua alimentazione raramente include piccoli insetti che cerca in prossimità del bestiame in coppie o in piccoli gruppi. Il volo è particolarmente veloce e non appena si posa sul terreno alza ed abbassa la coda. La sua ecologia è simile a quella della tortora diamantina australiana, come questa ama restare sotto i raggi del sole nelle giornate più torride. Contrariamente alle altre tortore africane si abbevera in genere durante la notte. Si può osservare appollaiata su cespugli, sulla rete o su sassi e talvolta sugli alberi. Nel comportamento inchinato il maschio abbassa il capo, alza la coda mantenendola chiusa e muove le ali ritmicamente con una frequenza di circa 100 volte al minuto. Durante i richiami al nido muove verso l'alto le ali e la coda. Il periodo riproduttivo è esteso a tutto l'anno mentre in alcune regioni inizia con la fine della stagione delle piogge. Il nido è piuttosto piccolo 5,5-8,5 centimetri di diametro, ma molto resistente, viene costruito su cespugli, sui ciuffi d'erba e sugli alberi morti sempre a poca altezza dal suolo. Depone due uova color crema o talvolta bianche incubate di giorno dal maschio e di notte dalla femmina. I piccoli sono svezzati a 16 giorni e sono indipendenti a 5-6 settimane di vita. Alcune popolazioni sono stazionarie mentre altre migratorie. È una specie comune e in alcune zone abbondante.

## Distribuzione e habitat
Specie endemica africana il suo areale comprende: Senegal, sud del Sahara, costa sud del Mar Rosso, sud ovest dell'Arabia e Madagascar. Vive nelle zone aride con poca vegetazione o con qualche cespuglio, talvolta frequenta le aree alberate, zone coltivate come giardini, villaggi e città evitando la foresta.

## Tassonomia
Comprende le seguenti sottospecie:
- O. c. capensis (Linnaeus, 1766) - Africa a sud del Sahara, isola di Socotra, Arabia;
- O. c. aliena Bangs, 1918 - Madagascar.